# Reza Bagher
Reza Bagher (* 10. März 1958 in Teheran) ist ein schwedischer Filmregisseur und Drehbuchautor.

## Leben
Der aus dem Iran stammende Bagher wuchs in Teheran in einer Familie der Mittelschicht auf. 1976 ging er nach Schweden, um eine Ausbildung zum Ingenieur zu absolvieren. Er übte diesen Beruf jedoch nur kurz aus und nahm stattdessen ein Zweitstudium an der Stockholmer Theaterakademie in den Fächern Schauspiel und Film auf.
Seit 1982 hat er 13 Kurz- und drei Spielfilme gedreht. Für seinen ersten Spielfilm Flügel aus Glas erhielt er bei den Nordischen Filmtagen in Lübeck 2001 den Kinderfilmpreis der Nordischen Filminstitute. 2003 folgte Capricciosa. Sein bisher größter internationaler Erfolg ist Populärmusik aus Vittula  aus dem Jahr 2004, eine Verfilmung des gleichnamigen Romans von Mikael Niemi. Bagher schrieb die Drehbücher zu allen drei Spielfilmen selbst.

## Filmographie

### Kurzfilme (Auswahl)
- 1982: Regression
- 1983: Stimme (Röst)
- 1984: Das Meer ist weit weg (Havet är långt borta)
- 1985: Der stille Schrei (Det tysta ropet)
- 1987: Autopsy
- 1989: Kurz vor dem Morgengrauen (Strax före grynningen)
- 1992: Gorbatjov
- 1995: Ich heiße Mitra (Jag heter Mitra)
- 1999: Ein Leben im Rückspiegel (Ett liv i backspegeln)

### Spielfilme
- 2000: Flügel aus Glas (Vingar av Glas)
- 2003: Capricciosa
- 2004: Populärmusik aus Vittula (Populärmusik från Vittula)